# Nikola Ašćerić
Nikola Ašćerić (nacido el 19 de abril de 1991) es un futbolista serbio que se desempeña como delantero.
Jugó para clubes como el FK Radnički Belgrado, FK Slavija Sarajevo, FK Zemun Belgrado, FK Radnički Niš, Vojvodina Novi Sad, Tokushima Vortis y Valletta.

## Trayectoria

### Clubes
| Club                 | País                 | Año         |
| -------------------- | -------------------- | ----------- |
| FK Radnički Belgrado | Serbia               | 2009 - 2010 |
| FK Slavija Sarajevo  | Bosnia y Herzegovina | 2010        |
| SV Lackenbach        | Austria              | 2011        |
| FK Zemun Belgrado    | Serbia               | 2011        |
| FK Donji Srem        | Serbia               | 2012        |
| Kastrioti Krujë      | Albania              | 2012        |
| Grbalj               | Montenegro           | 2013 - 2014 |
| FK Radnički Niš      | Serbia               | 2015 - 2016 |
| Vojvodina Novi Sad   | Serbia               | 2016        |
| Tokushima Vortis     | Japón                | 2017        |
| Valletta             | Malta                | 2017        |
| Lamia FC             | Grecia               | 2018        |